# 佐藤敬三
佐藤 敬三（さとう けいぞう、1939年 - ）は、日本の科学論、科学哲学の研究者。埼玉大学名誉教授。

## 略歴
- 1965年 - 東京大学教養学部教養学科卒業
- 1969年 - 東京大学大学院人文科学研究科博士後期課程を経て、埼玉大学教養学部助手（ - 1970年）
- 1971年 - 埼玉大学教養学部専任講師（ - 1972年）
- 1973年 - 埼玉大学教養学部助教授（ - 1981年）
- 1981年 - 埼玉大学教養学部教授
- 2006年 - 埼玉大学教養学部教授を定年退官

## 翻訳
- マイケル・ポランニー 『暗黙知の次元―言語から非言語へ―』 紀伊國屋書店、1980
- カール・ドイッチュ （伊藤重行・高山巌・薮野祐三・佐藤敬三・谷藤悦二共訳）『サイバネティクスの政治理論』 早稲田大学出版部、1986
- ハワード・ハリ・ローゼンブロック 『科学と技術のナビゲーション』 アグネ技術センター、1995